# Queen's Club Championships 1981
I Queen's Club Championships 1981 (conosciuti pure come Stella Artois Championships per motivi di sponsorizzazione) sono stati un torneo di tennis giocato sull'erba. È stata l'88ª edizione dei Queen's Club Championships e faceva parte del Volvo Grand Prix 1981. Si è giocato al Queen's Club di Londra in Inghilterra, dall'8 al 14 giugno 1981.

## Campioni

### Singolare
John McEnroe ha battuto in finale  Brian Gottfried con il punteggio di 7–6, 7–5.

### Doppio
Pat Du Pré /  Brian Teacher hanno battuto in finale  Kevin Curren /  Steve Denton con il punteggio di 3–6, 7–6, 11–9.